# 茹普拉內
茹普拉內是白俄羅斯的城鎮，位於奧什米亞內以東的奧什米揚卡河左岸，由格羅德諾州負責管轄，2010年人口745。在1921年簽署的里加和約中，該鎮被納入波蘭第二共和國的維爾諾省管轄範圍。